# Sumy
Sumy (ukrainisch Суми ⓘ; russisch Сумы) ist eine Stadt in der Oblast Sumy im Nordosten der Ukraine. Die Stadt hat 268.409 Einwohner (2025) und ist der Verwaltungssitz der Oblast sowie des sie umgebenden Rajon Sumy.

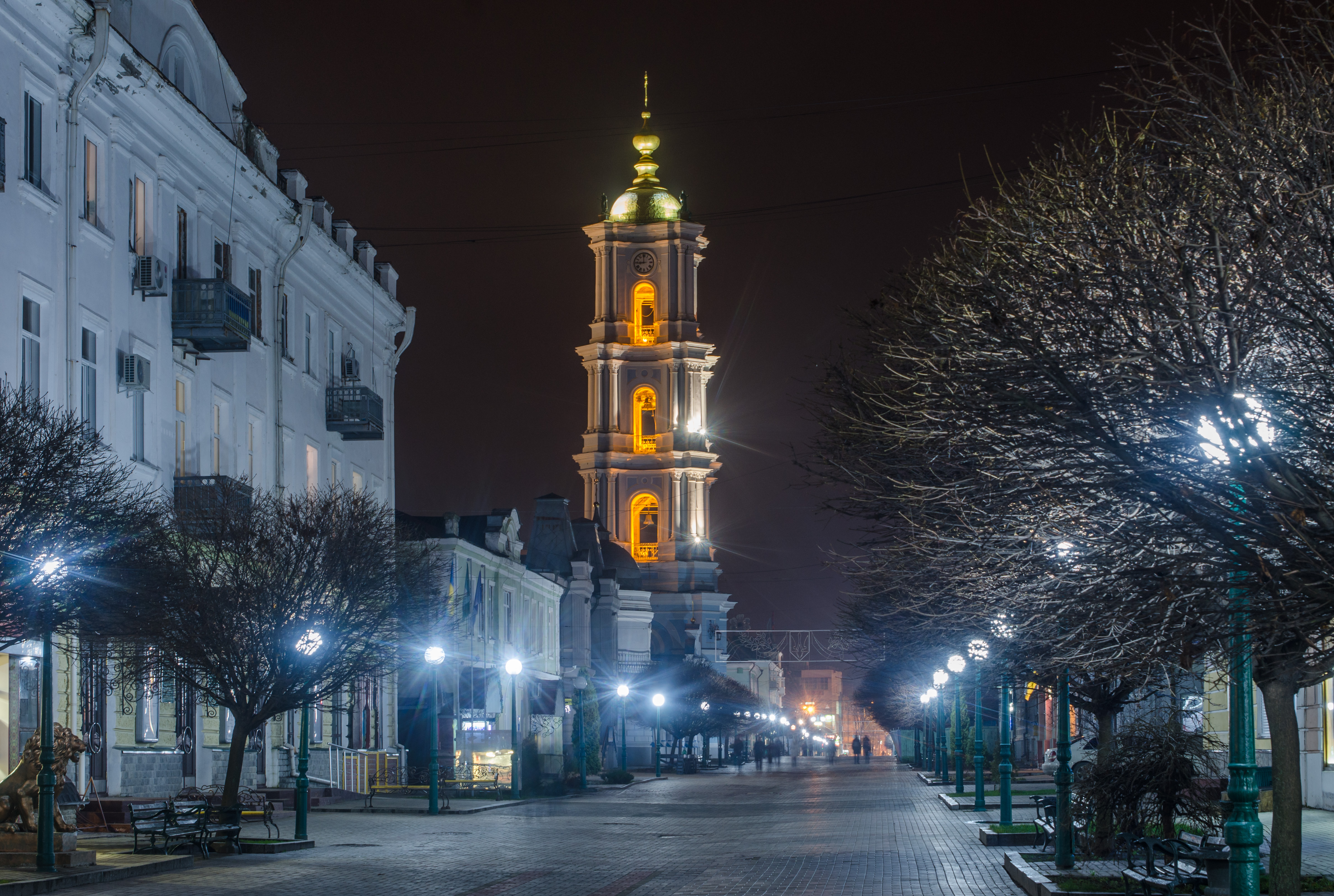
Blick auf die Innenstadt von Sumy

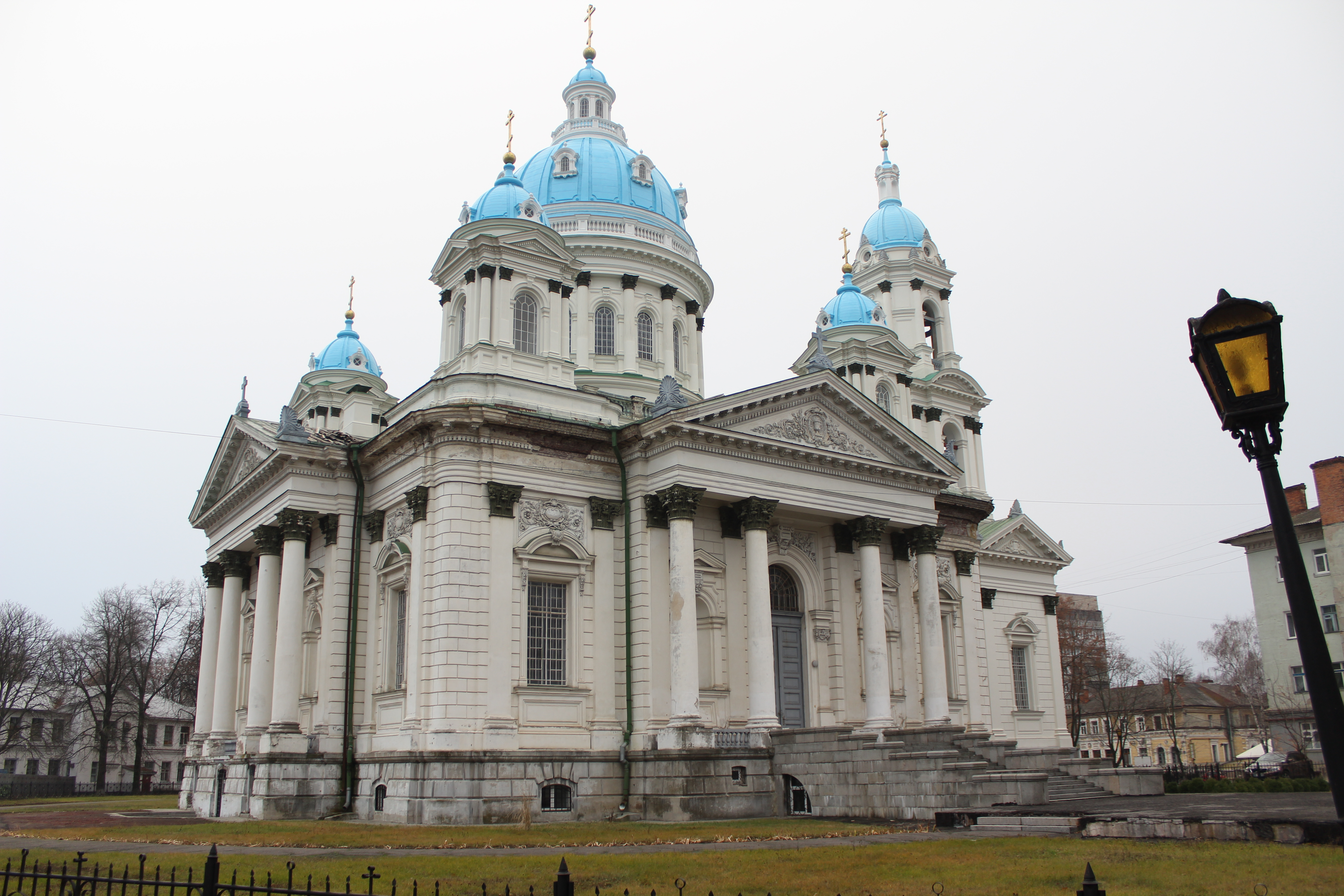
Dreifaltigkeitskathedrale

## Geschichte
Die Stadt wurde 1652 am Fluss Psel, einem linken Nebenfluss des Dnepr, als eine Festung des Zarentums Russlands gegründet. Ihre ersten Einwohner waren ukrainische Flüchtlinge auf russischem Gebiet, die während des Chmelnyzkyj-Aufstandes der erneuten polnischen Unterdrückung entkommen wollten, die sich im Vertrag von Bila Zerkwa (1651) abzeichnete. Der Zar wies ihnen den Siedlungsort an der Mündung des Flusses Suma in den Psel zu und entsandte den Woiwoden Kirill Arsenjew mit Soldaten und Festungsbaumeistern, die bis 1658 die Festung Sumy fertigstellten. Sie war eine der größten in der Region und war oft das Ziel von Überfällen der Krimtataren und der aufständischen Kosaken (wie etwa beim Rasin-Aufstand), wurde jedoch nie eingenommen. Im Großen Nordischen Krieg war Sumy der Hauptstützpunkt der russischen Armee im Vorfeld der Schlacht bei Poltawa gegen Schweden. Ab Ende des 18. Jahrhunderts wurde die Stadt zu einem wichtigen wirtschaftlichen Zentrum. Im 19. Jahrhundert war die Stadt das Verwaltungszentrum des Ujesd Sumy im Gouvernement Charkow des Russischen Kaiserreiches.
Während der deutschen Besetzung in den Jahren 1941 bis 1943 wurde Sumy stark in Mitleidenschaft gezogen, die Wiederauferstehungskirche und die Kirche der Verklärung blieben aber unversehrt. Die zerstörten Stadtteile wurden nach dem Zweiten Weltkrieg wieder aufgebaut.
In Sumy lag das sowjetische Kriegsgefangenenlager 134 für deutsche Kriegsgefangene des Zweiten Weltkriegs.
In den ersten Tagen des russischen Überfalls auf die Ukraine 2022 erlebte die Stadt Gefechte zwischen russischen Angreifern und ukrainischen Verteidigern. Die Stadt wurde von russischen Truppen eingekesselt. Die Stadt wurde fortan von Zivilisten verteidigt, von den meisten ohne militärische Erfahrung. Die laut The Guardian rund 50 Berufssoldaten der ukrainischen Armee waren nach dem ersten Gefecht am Tag des Kriegsbeginns in ein anderes Gebiet abgezogen worden, die meisten Polizisten und viele lokale Behörden geflohen. Am 9. März 2022 verließen 44.000 Menschen in 10.000 Privatautos und 85 Bussen Sumy. Anfang April 2022 wurde die Stadt und die umliegende Region nach dem Abzug der russischen Streitkräfte in den Südosten und Süden der Ukraine wieder von ukrainischem Militär kontrolliert.
Am 13. April 2025 starben bei einem russischen Angriff mit ballistischen Raketen 34 Zivilisten. Die zweite Rakete explodierte, als bereits Helfer den getroffenen Menschen der ersten Rakete zu Hilfe kamen (Double Tap). Russland bestätigte den Angriff mit 2 Iskander und behauptete ein Treffen des ukrainischen Militärkommandos. Laut BBC wussten die Russen aufgrund der 2 Orte der Explosionen nicht einmal, wo sie treffen sollten. Die Ukraine reagierte mit der Bombardierung der Standorte der russischen 112. und 448. Raketenbrigaden in Schuja und in Kljukwa.

## Verwaltungsgliederung
Am 24. April 2019 wurde die Stadt zum Zentrum der neugegründeten Stadtgemeinde Sumy (Сумська міська громада/Sumska miska hromada). Zu dieser zählten auch die 2 Stadtrajone Saritschtschja und Kowpak und die 6 Dörfer Kyryjakiwschtschyna, Pischtschane, Sahirske, Schytejske, Trochymenkowe und Werchnje Pischtschane, bis dahin bildete sie in den gleichen Grenzen die gleichnamige Stadtratsgemeinde Sumy (Сумська міська рада/Sumska miska rada) unter Oblastverwaltung im Zentrum des ihn umgebenden Rajons Sumy. Am 12. Juni 2020 kamen noch die 14 in der untenstehenden Tabelle aufgelisteten Dörfer zum Gemeindegebiet.
Am 17. Juli 2020 kam es im Zuge einer großen Rajonsreform zum Anschluss des Rajonsgebietes an den Rajon Sumy.
Folgende Orte sind neben dem Hauptort Sumy Teil der Gemeinde:
| Name                       | Name              | Name                                           |
| ukrainisch transkribiert   | ukrainisch        | russisch                                       |
| -------------------------- | ----------------- | ---------------------------------------------- |
| Bytnyzja                   | Битиця            | Битица (Bitiza)                                |
| Chomyne                    | Хомине            | Хомино (Chomino)                               |
| Kardaschiwka               | Кардашівка        | Кардашовка (Kardaschowka)                      |
| Kyryjakiwschtschyna        | Кирияківщина      | Кирияковщина (Kirijakowschtschina)             |
| Lypnjak                    | Липняк            | Липняк (Lipnjak)                               |
| Mykilske                   | Микільське        | Никольское (Nikolskoje)                        |
| Pischtschane               | Піщане            | Песчаное (Pestschanoje)                        |
| Puschkariwka               | Пушкарівка        | Пушкаревка (Puschkarewka)                      |
| Radkiwka                   | Радьківка         | Радьковка (Radkowka)                           |
| Rybzi                      | Рибці             | Рыбцы (Rybzy)                                  |
| Sahirske                   | Загірське         | Загорское (Sagorskoje)                         |
| Schewtschenkowe            | Шевченкове        | Шевченково (Schewtschenkowo)                   |
| Schytejske                 | Житейське         | Житейское (Schiteiskoje)                       |
| Selenyj Haj                | Зелений Гай       | Зелёный Гай (Seljony Gai)                      |
| Stezkiwka                  | Стецьківка        | Стецковка (Stezkowka)                          |
| Trochymenkowe              | Трохименкове      | Трофименково (Trofimenkowo)                    |
| Wakaliwschtschyna          | Вакалівщина       | Вакаловщина (Wakalowschtschina)                |
| Welyka Tschernetschtschyna | Велика Чернеччина | Великая Чернетчина (Welikaja Tschernettschina) |
| Werchnje Pischtschane      | Верхнє Піщане     | Верхнее Песчаное (Werchneje Pestschanoje)      |
| Wilschanka                 | Вільшанка         | Ольшанка (Olschanka)                           |

## Bevölkerungsdaten
- 1850 – 011.500 Einwohner
- 1897 – 027.564 Einwohner
- 1913 – 050.400 Einwohner
- 1926 – 044.000 Einwohner
- 1939 – 069.000 Einwohner
- 1959 – 098.000 Einwohner
- 1970 – 159.000 Einwohner
- 1979 – 231.558 Einwohner
- 1989 – 293.706 Einwohner
- 2001 – 295.847 Einwohner
- 2004 – 288.200 Einwohner

Nationale Zusammensetzung
- 1897 – 70,53 % Ukrainer, 24,1 % Russen
- 1926 – 80,7 % Ukrainer, 11,8 % Russen
- 1959 – 79,0 % Ukrainer, 20,0 % Russen

## Wirtschaft und Verkehr
In Sumy werden heute Produkte der Leichtindustrie (Schuhe) hergestellt, daneben gibt es Betriebe der Schwerindustrie und des Apparatebaus (Elektronenmikroskope). Das 1896 gegründete Sumy Machine-Building Science-and-Production Association – Engineering (ukrainisch Сумське машинобудівне науково-виробниче об’єднання – Інжиніринг) ist mit 5000 Beschäftigten und 200 Hektar Werksgelände eines der großen europäischen Maschinenbauunternehmen.
Die Stadt liegt an der Regionalstraße P-01 (Kiew–Pryluky–Romny–Kursk) und ist Endpunkt der Regionalstraße P-17 (Oleksandrija–Krementschuk–Poltawa–Ochtyrka–Sumy). Die Stadt ist darüber hinaus ein wichtiger Eisenbahnknotenpunkt. Anschlüsse bestehen in Richtung Belgorod, Charkiw und Konotop/Kiew.

## Kultur und Sehenswürdigkeiten

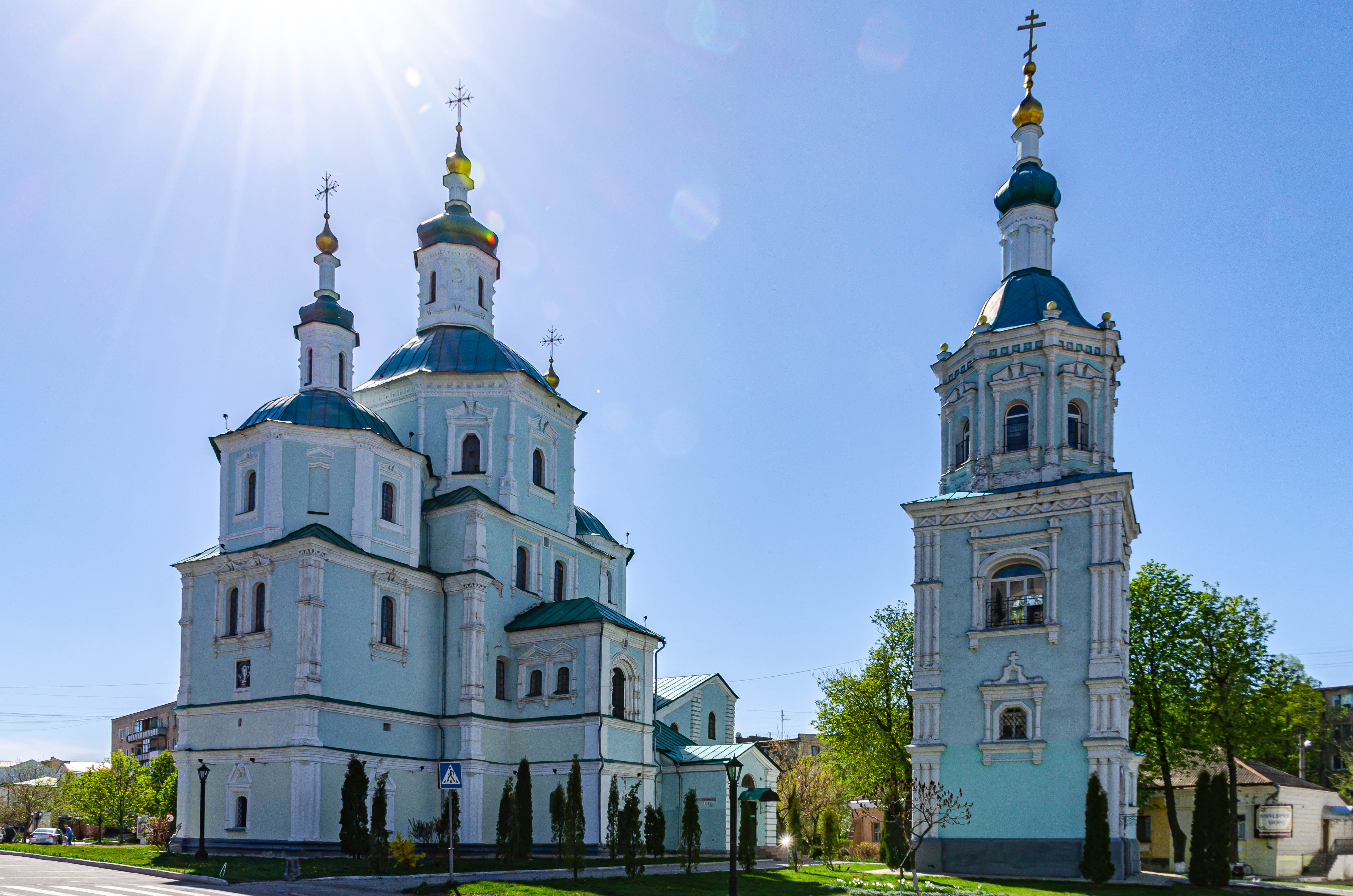
Ansicht der Christi-Auferstehungs-Kirche

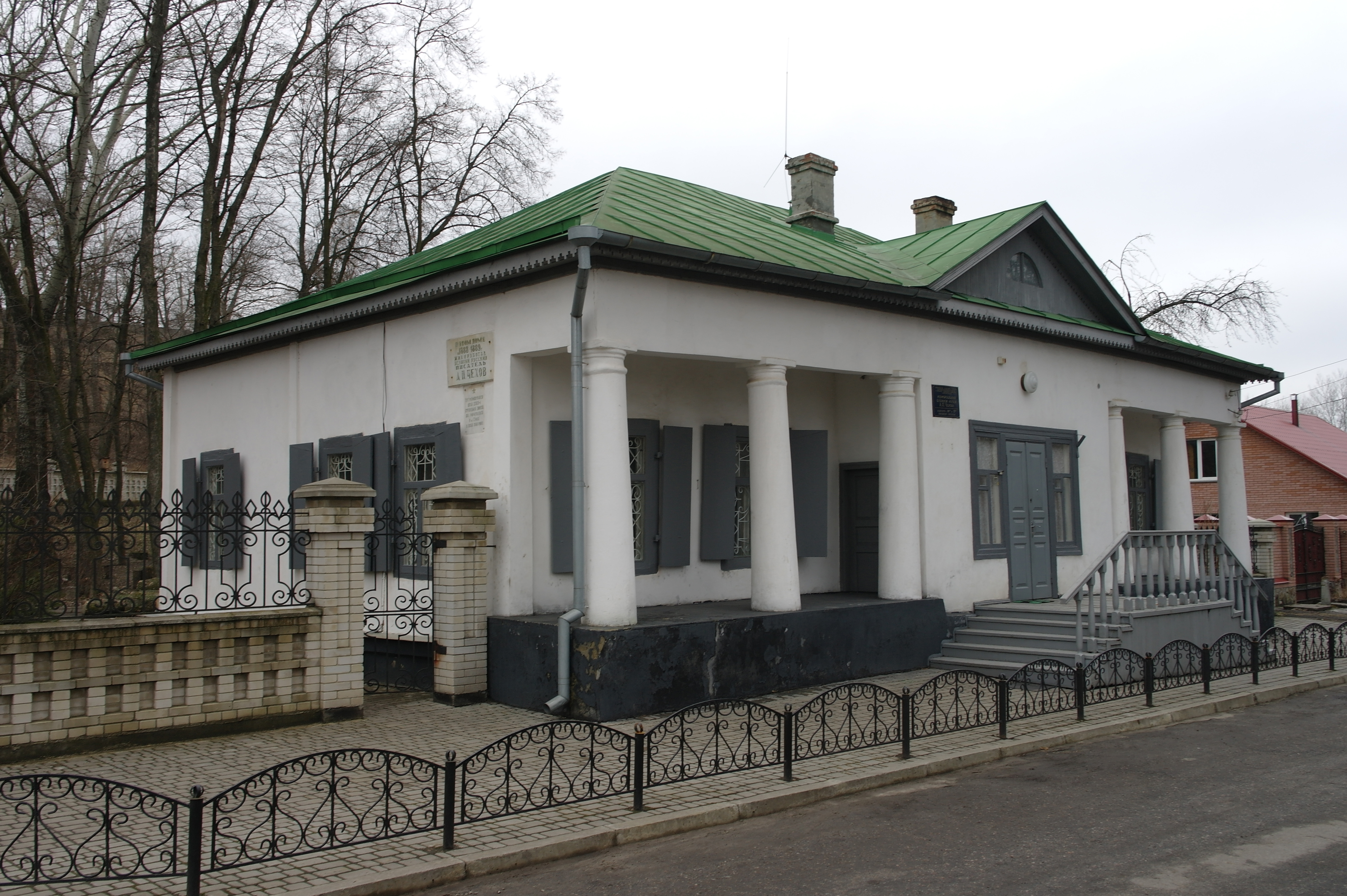
Tschechow-Museum

Im Stadtgebiet von Sumy befinden sich mehrere denkmalwürdige Bauwerke. Eines davon ist die unter Denkmalschutz stehende Christi-Auferstehungs-Kirche (Woskresenska zerkwa). Sie verkörpert ein 1702 errichtetes, zweigeschossiges Bauwerk des ukrainischen Barocks. Das Untergeschoss besitzt ein dreiteiliges Tonnengewölbe, auf dem grundrisskonform ein quadratisches Schiff sowie der ebenso quadratischen Altarraum und der Babinez (Westteil) ruhen. Ihr Baumeister ist unbekannt, er soll jedoch aus dem Kreis der sloboschanischen Architekturschule stammen und mit dieser Kirche ein am besten erhaltenes Zeugnis dieser Ausprägung geschaffen haben.
Im Viertel Luka steht in der Tschechow-Straße 79 ein Tschechow-Museum. Der Schriftsteller hielt sich in der Zeit vom Mai 1888 bis zum August 1894 gelegentlich in dem Haus auf.

## Persönlichkeiten
- Oleksij Altschewskyj (1835–1901), Bergbauingenieur, Industrieller, Bankier und Philanthrop
- Mykola Hrunskyj (1872–1951), Philologe und Universitätsrektor
- Jekaterina Peschkowa (1876–1965), russische Menschenrechtlerin und erste Frau Maxim Gorkis
- Pawlo Sajzew (1886–1965), Philologe, Literaturkritiker, Schewtschenko-Biograph und Politiker
- Lew Kerbel (1917–2003), sowjetischer Bildhauer
- Wolodymyr Holubnytschyj (1936–2021), sowjetischer Sportgeher und Olympiasieger
- Wolodymyr Dudka (* 1964), Reservekapitän 2. Ranges der ukrainischen Marine, politischer Gefangener
- Oleksandr Uschkalenko (* 1964), Skilangläufer
- Juri Iwanowitsch Podoljaka (* 1975), pro-russischer Blogger
- Ruslan Lyssenko (* 1976), Biathlet
- Wolodymyr Olschanskyj (* 1976), Skilangläufer
- Tetjana Rud (* 1977), Biathletin
- Oleksandr Bilanenko (* 1978), Biathlet
- Artjom Besrodny (1979–2016), Fußballspieler
- Kateryna Burmistrowa (* 1979), Weltmeisterin und Europameisterin im Ringen
- Dmytro Kuleba (* 1981), Diplomat und Minister
- Oleh Hussjew (* 1983), Fußballspieler
- Hanna Mischtschenko (* 1983), Mittelstreckenläuferin
- Oleh Bereschnyj (* 1984), Biathlet
- Witalij Korsch (* 1987), Sprinter
- Hanna Plotizyna (* 1987), Hürdenläuferin
- Anton Schynder (* 1987), Fußballspieler
- Mychailo Serdjuk (* 1989), Biathlet
- Oleksandr Holowasch (* 1991), Radrennfahrer
- Inna Kaschyna (* 1991), Geherin
- Walerij Samodaj (* 1991), Beachvolleyballspieler
- Maryna Hladun (* 1992), Beachvolleyballspielerin
- Oksana Schkurat (* 1993), Hürdenläuferin
- Julija Schurawok (* 1994), Biathletin
- Anastassija Merkuschyna (* 1995), Biathletin
- Bohdan Zymbal (* 1997), Biathlet
- Julija Krol (* 1998), Skilangläuferin

## Städtepartnerschaften

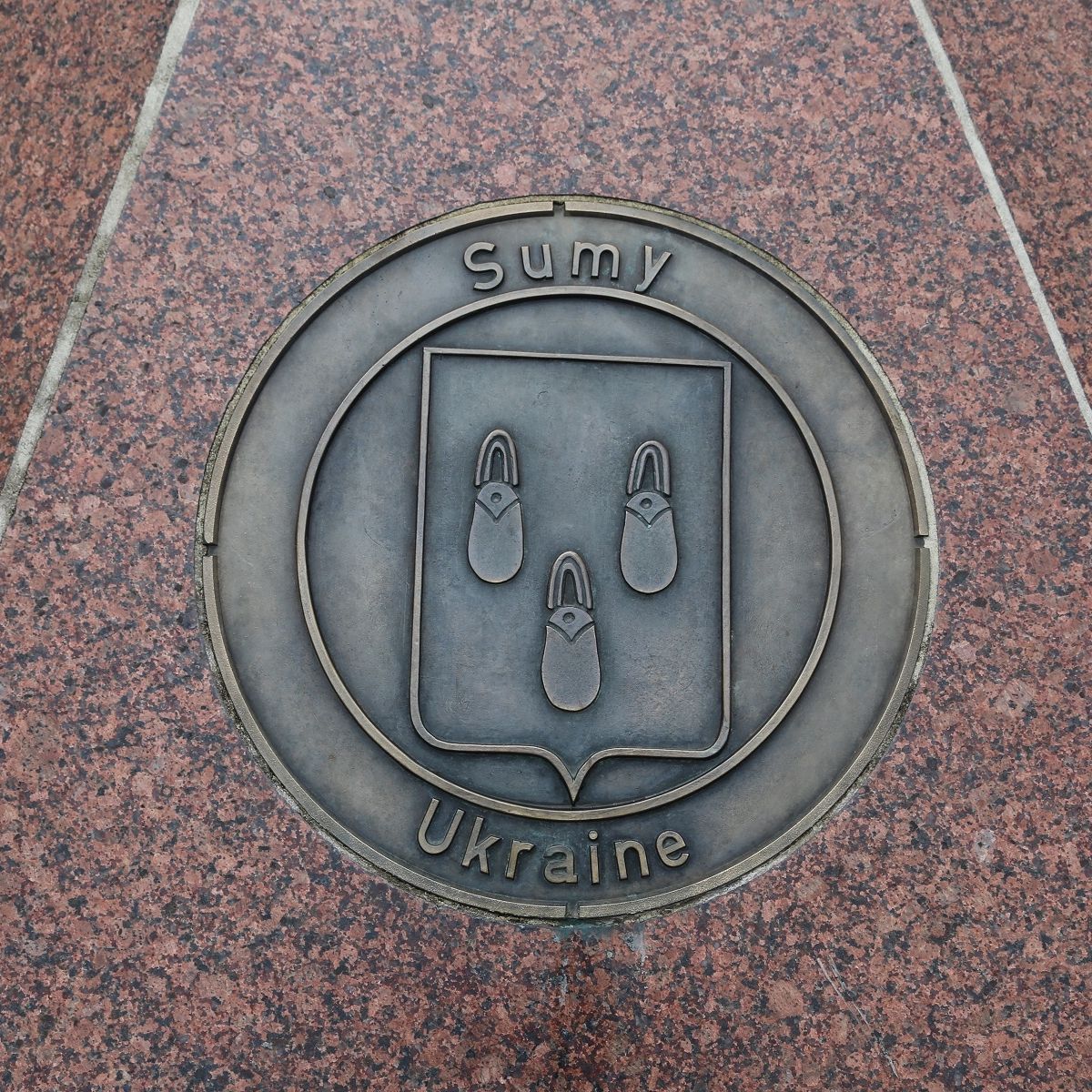
Siegel von Sumy als Granit-Kunstwerk in der Partnerstadt Celle

Sumy weist folgende Partnerstädte auf:
| Stadt               | Land                | seit | Typ           |
| ------------------- | ------------------- | ---- | ------------- |
| Banská Bystrica     | Slowakei            | 2016 | Partnerstadt  |
| Belgorod            | Russland            |      | beendet 2014  |
| Celle               | Deutschland         | 1990 | Partnerstadt  |
| Gorzów Wielkopolski | Polen               | 2005 | Partnerstadt  |
| Guiyang             | Volksrepublik China | 2021 | Partnerstadt  |
| Harbin              | Volksrepublik China | 2020 | Partnerstadt  |
| Kursk               | Russland            | 2007 | beendet 2014  |
| Kutaissi            | Georgien            | 2018 | Partnerstadt  |
| Lublin              | Polen               | 2013 | Partnerstadt  |
| Mažeikiai           | Litauen             | 2020 | Partnerstadt  |
| Nitra               | Slowakei            | 1997 | Partnerschaft |
| Ostrava             | Tschechien          |      | Partnerschaft |
| Sewerodwinsk        | Russland            | 2001 | beendet 2014  |
| Wraza               | Bulgarien           | 1966 | Partnerstadt  |
| Xinxiang            | Volksrepublik China | 2018 | Partnerstadt  |
| Zamość              | Polen               |      | verjährt      |
| Zhuji, Shaoxing     | Volksrepublik China | 2018 | Partnerstadt  |

Die Zusammenarbeit mit den russischen Städten Belgorod, Kursk und Sewerodwinsk wurde 2014 seitens Sumy abgebrochen.